# Кабанес (Кастельйон)
Кабанес (валенс. Cabanes, ісп. Cabanes) — муніципалітет в Іспанії, у складі автономної спільноти Валенсія, у провінції Кастельйон. Населення — 3089 осіб (2010).

## Географія
Муніципалітет розташований на відстані близько 320 км на схід від Мадрида, 20 км на північ від міста Кастельйон-де-ла-Плана.
На території муніципалітету розташовані такі населені пункти: (дані про населення за 2010 рік)
- Ель-Борсераль: 14 осіб
- Кабанес: 2334 особи
- Ель-Емпальме: 110 осіб
- Ла-Фонт-Талья: 20 осіб
- Мас-де-Енкейша: 15 осіб
- Ель-Полідо: 74 особи
- Лес-Сантес: 1 особа
- Торре-ла-Саль: 78 осіб
- Вента-де-Сан-Антоніо-Естасьйон: 391 особа
- Ель-Венторрільйо: 52 особи

## Демографія
Динаміка населення (INE ):

## Галерея зображень

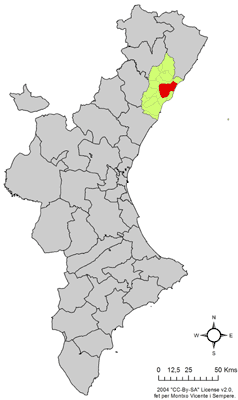
Розташування муніципалітету Кабанес у автономній спільноті Валенсія
Розташування муніципалітету Кабанес у комарці Плана-Альта